# Anton von der Goltz
Pour les articles homonymes, voir Goltz.
Le baron Anton Ferdinand Leopold von der Goltz (né le 4 novembre 1828 à Kallen (de), arrondissement de Fischhausen et mort le 18 janvier 1902 à Königsberg) est un propriétaire de manoir prussien et député du Reichstag.

## Origine
Ses parents sont le lieutenant royal prussien baron Gottlieb Ferdinand von der Goltz (1792-1859) et son épouse Caroline Charlotte von Goetzen (1807-1884). Son père est le seigneur de Kallen et Compehnen et chevalier honoraire de l'Ordre de Saint-Jean.

## Biographie
Anton est propriétaire du manoir de Kallen dans l'arrondissement de Fischhausen, est lieutenant prussien et est autorisé à utiliser le titre de baron à partir de 1887.
De 1870 à 1873, il est député de la Chambre des représentants de Prusse et du 24 avril 1876 à 1877, du Reichstag. Dans le cadre d'une élection partielle, il remplace le député Alfred Siegfried et représente le Parti conservateur et la 4e circonscription du district de Königsberg (Fischhausen-Königsberg-Campagne)

## Famille
Le 30 novembre 1853, il se marie à Königsberg avec la baronne Eleonore Caroline Julie Antonie von der Goltz (née le 24 août 1834 et morte le 8 mai 1912). Le couple a plusieurs enfants :
- Friedrich (Fritz) Ferdinand Julius (1856-1936) marié en 1895 avec Elisabeth Caroline Emma von der Goltz (1871-1919)
- Anna Maria Leopoldine Erhardine (1858-1931) mariée avec Albrecht von Glasow (de)
- Gertrud Margarete Emilie Nanny (1859-1899) marié en 1888 avec Albert Gustav Gerlach (1851-1926)
- Kurt Rudolf Hans (1861-1922) marié en 1892 avec Adele Hulda Cölestine Minna von Steegen (1872-1945)
- Erich Georg Max (1865-1924) marié en 1891 avec Emilie Cölestine Elisabeth von Queis (1870-1924)
- Margarethe Alexandrine Friederike (1866-1928) marié en 1892 avec Horst von Platen
- Max Georg Anton (1868-1935) marié en 1892 avec Margarethe Sophie Ernestine Emma von Hoepfner (1869-1933)
- Katharina Clara Frida Hélène (née en 1873) mariée avec Johann Heinrich Deetjen